# Lámina (geología)

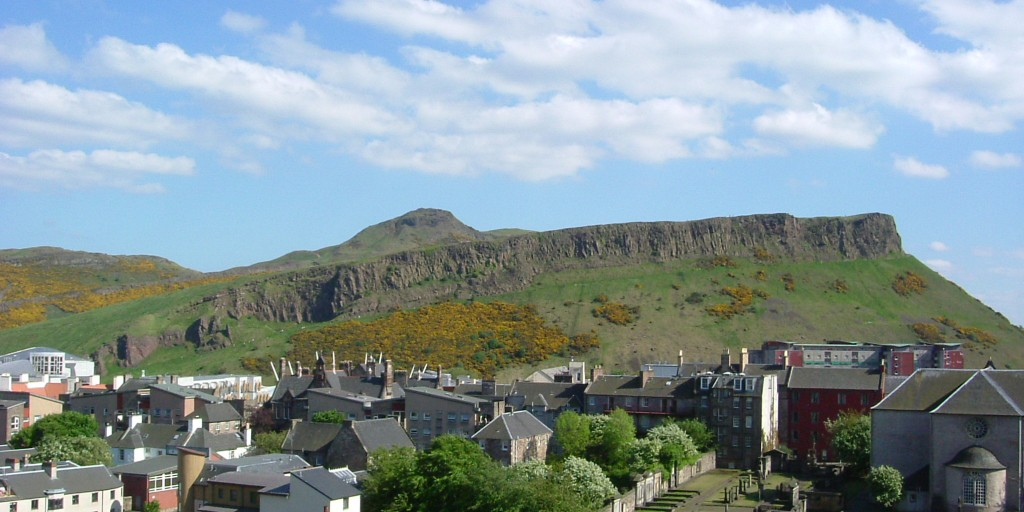
Salisbury Crags en Edimburgo, Escocia, una intrusión magmática parcialmente expuesta durante la Edad de Hielo.

En geología, una lámina o manto (en inglés sill y en sueco syll) es una masa tabular de roca ígnea, con frecuencia horizontal, que ha intruido lateralmente entre dos capas antiguas de roca sedimentaria, capas de lava volcánica o toba volcánica, o a favor de la foliación en rocas metamórficas. 
Las láminas, paralelas a los estratos de rocas de la región, pueden ser confundidos con frecuencia con flujos de lava, sin embargo existe una diferencia que sirve para discriminar entre ambos procesos: las rocas superficiales sobre las que fluye una colada de lava se ven afectadas por las altas temperaturas en la zona de contacto, mientras que en la intrusión de una lámina, al ser dos las caras de contacto con la roca caja, se producen los efectos del fuerte calentamiento en ambos lados simultáneamente.

Tipos básicos de intrusiones:
1. Lacolito
2. Pequeño dique
3. Batolito
4. Dique
5. Lámina
6. Cuello volcánico, tubería
7. Lopolito
Nota: Como regla general, en contraste con la chimenea volcánica ardiente, estos nombres se refieren a las formaciones rocosas completamente enfriadas y generalmente de millones de años que son el resultados de actividades magmáticas subterránea

Las intrusiones de capas máfica y ultramáfica son una variedad de láminas que con frecuencia contienen importantes depósitos de mena. Ejemplos del Precámbrico incluyen los complejos de Bushveld, Insizwa, y el Gran Dique en África meridional, el complejo intrusivo de Duluth en el Distrito Superior, y la intrusión de Stillwater en Estados Unidos. Los ejemplos del Fanerozoico son usualmente de menor entidad e incluyen el complejo peridotito Rùm de Escocia o la intrusión Skaergaard al este de Groenlandia. Estas intrusiones con frecuencia contienen concentraciones de oro, platino, cromo y otros elementos poco frecuentes.